# Арена Комбетаре
Арена Комбетаре (алб. Arena Kombëtare ‒ Націонал Арена) — універсальний спортивний стадіон у Тирані, столиці Албанії, побудований на місці колишнього стадіону Кемаль Стафа. За місяць до відкриття отримав спонсорську назву — «Ейр Албанія» (Air Albania Stadium). Стадіон має 22 500 сидячих місць, він найбільший в Албанії.
Власниками стадіону є Федерація футболу Албанії (FSHF) та держава, через «Shoqëria Sportive Kuq e Zi Sh.A» («Албанське футбольне товариство»; дочірня компанія, заснована спеціально для будівництва, управління та утримання споруди).
Стадіон спроєктував італійський архітектор Марко Казамонті (італ. Marco Casamonti) з італійської компанії Archea Associati. Стадіон має дещо незвичну форму та досить унікальну 112-метрову (24 поверхи) башту-готель у куті. На момент відкриття це найвища башта в Албанії. Стадіон також має комерційну зону, офіси та підземний паркінг.
3 грудня 2020 Виконавчий комітет УЄФА повідомили, що перший фінал нового клубного турніру «Ліга конференцій Європи УЄФА» відбудеться на стадіоні Ейр Албанія.